# Dear Cloud
《Dear Colud》는 2007년 11월에 발표된 디어 클라우드의 첫 번째 정규 앨범이다.

## 수록곡
1. 너에겐 위로가 되지 않을 (용린 작사/곡)
2. 얼음요새 (나인 작사/곡)
3. 그럴수만 있다면 (용린 작사/곡)
4. 넌 아름답기만 한 기억으로 (용린 작사/곡)
5. 안녕, 보물들 (정아 작사/곡)
6. 꿈 (나인 작사/곡)
7. 같은 사람 (정아 작사/곡)
8. 그 다락방이 그립습니다 (이랑 작사/곡)
9. Cloud Avenue (용린 작사/곡)
10. Words (이랑 작사/곡)
11. 가시 (용린 작사/곡)
12. Fly, Fly, Fly (용린 작사/곡)